# سونیا فوریو
ماریا سونیا فوریو فلورس (زاده ۳۰ ژوئیه 1937 – درگذشته ۱ دسامبر ۱۹۹۶) یک هنرپیشه مکزیکی اسپانیایی الاصل بود. فوریو در آلیکانته، دختر نیکلاس فوریو کابانس و ماریا فلورس گیلن است. او زمانی که خانواده اش به دلیل جنگ داخلی اسپانیا به مکزیک مهاجرت کردند بسیار جوان بود. او در ۲ مه ۱۹۵۲ در سن ۱۴ سالگی شهروند مکزیکی شد.

## حرفه
اولین حضور فوریو در فیلم و فردا زن خواهند بود (۱۹۵۵) بود. او رقص مدرن و فولکلور، انگلیسی، فرانسوی، نقاشی و مجسمه‌سازی را مطالعه کرد. او تحصیلات خود را در هنرستان در آکادمی آندرس سولر به پایان رساند. او برای بازی در فیلم ریشه کن شده (۱۹۶۰) برنده مدال طلا از انجمن اسرائیلیتا شد. او برای کارش در زندان کنانه (۱۹۶۰)، جایزه ای را از انجمن منتقدان مکزیک دریافت کرد.

## فیلم‌شناسی
- جادوگر آنها را مکید (۱۹۵۸)
- تعطیلات در آکاپولکو (۱۹۶۱)
- آنگوستیاس یک چشم (۱۹۷۴)